# Common Modular Platform
Die Common Modular Platform (CMP, früher auch EMP1) ist ein Plattformkonzept für Automobile von Stellantis. Ursprünglich entwickelt wurde es von der Groupe PSA. Die Plattform ist für verschiedene Antriebsarten ausgelegt und soll sowohl Otto- und Dieselmotoren als auch Elektroantriebe aufnehmen. Die CMP-Plattform ist auf die kleineren Fahrzeugsegmente bis teilweise zur Kompaktklasse sowie auf kleinere SUVs ausgelegt. In den größeren Fahrzeugsegmenten basieren neuere Fahrzeugmodelle von Stellantis in der Regel auf der Plattform EMP2. Langfristig sollen alle Automobile von Stellantis, zu der Peugeot, Citroën, Fiat, DS sowie Opel und Vauxhall gehören, jeweils auf einer der beiden Plattformen stehen.
In einem Serienfahrzeug wurde die CMP-Plattform erstmals ab 2018 im DS 3 Crossback eingesetzt. Bei den PSA-Marken Peugeot und Citroën löst sie vor allem die ältere Plattform PF1 ab, während sie bei Opel und Vauxhall u. a. an die Stelle der SCCS-Plattform von GM/Fiat tritt. Die weiterentwickelte Version CMP2 wurde mit dem Jeep Avenger eingeführt.

## Fahrzeuge
| Marke             | Baureihe              | Bild | Herstellungszeitraum |
| ----------------- | --------------------- | ---- | -------------------- |
| Abarth            | 600e                  |      | 2024–                |
| Alfa Romeo        | Junior Hybrid         |      | 2024–                |
| Alfa Romeo        | Junior Elektro        |      | 2024–                |
| Citroën           | Basalt                |      | 2024–                |
| Citroën           | C3 (CC21)             |      | 2022–                |
| Citroën           | C3 IV                 |      | 2024–                |
| Citroën           | ë-C3                  |      | 2024–                |
| Citroën           | C3 Aircross III       |      | 2024–                |
| Citroën           | ë-C3 Aircross         |      | 2024–                |
| Citroën           | C4 III                |      | 2020–                |
| Citroën           | ë-C4                  |      | 2020–                |
| Citroën           | C4 X                  |      | 2023–                |
| Citroën           | ë-C4 X                |      | 2023–                |
| Dongfeng Fengshen | Yixuan                |      | 2019–                |
| Dongfeng Fengshen | Yixuan EV             |      | 2020–                |
| Dongfeng Fengshen | Yixuan GS             |      | 2020–                |
| DS Automobiles    | 3 Crossback           |      | 2018–                |
| DS Automobiles    | 3 Crossback E-Tense   |      | 2019–                |
| Fiat              | Grande Panda          |      | 2024–                |
| Fiat              | Grande Panda Electric |      | 2024–                |
| Fiat              | 600                   |      | 2024–                |
| Fiat              | 600e                  |      | 2023–                |
| Jeep              | Avenger               |      | 2023–                |
| Jeep              | Avenger Elektro       |      | 2023–                |
| Lancia            | Ypsilon Hybrid        |      | 2024–                |
| Lancia            | Ypsilon Elektro       |      | 2024–                |
| Opel / Vauxhall   | Corsa F               |      | 2019–                |
| Opel / Vauxhall   | Corsa-e               |      | 2020–                |
| Opel / Vauxhall   | Frontera              |      | 2024–                |
| Opel / Vauxhall   | Frontera-e            |      | 2024–                |
| Opel / Vauxhall   | Mokka B               |      | 2021–                |
| Opel / Vauxhall   | Mokka-e               |      | 2021–                |
| Peugeot           | 208 II                |      | 2019–                |
| Peugeot           | e-208                 |      | 2020–                |
| Peugeot           | 2008 II               |      | 2019–                |
| Peugeot           | e-2008                |      | 2020–                |